# Allan Kuhn
Allan Hjortdal Kuhn (Bornholm, 2 marzo 1968) è un allenatore di calcio ed ex calciatore danese, di ruolo centrocampista.

## Carriera

### Giocatore
Nato a Bornholm, Kuhn ha iniziato la sua carriera da giocatore con la locale squadra locale del Rønne IK. Mentre era al Rønne IK, nel 1985 ha fatto il suo debutto internazionale come attaccante giocando cinque partite e segnando due gol con la Nazionale danese Under-19.
Nel 1987 è entrato a far parte del Lyngby nella massima serie, ma un anno ha avuto una parentesi al B 1903, squadra militante nello stesso campionato. Rientrato al Lyngby nel 1990, si è affermato in prima squadra, dove già giocava suo fratello maggiore Hasse Kuhn. Nel 1991-1992 tuttavia ha giocato solo 6 partite a causa di un'operazione al ginocchio, nell'annata in cui la squadra ha vinto il titolo nazionale sotto la guida di Kent Karlsson. Nel giugno 1995, all'ultima giornata di campionato, un intervento del difensore avversario Jacob Laursen gli ha procurato un altro grave infortunio al ginocchio, con tempi di recupero di quasi un anno. Nell'estate 1997, complice la difficoltà di ritagliarsi un posto da titolare nell'undici allenato da Benny Lennartsson, sceglie di lasciare il club.
Approda in Svezia, all'Örgryte, per la sua prima parentesi all'estero. Chiude il campionato 1997 regolarmente in campo sotto la guida di Karl-Gunnar Björklund, ma nelle prime partite del 1998 viene utilizzato da Bosse Backman solo pochi minuti, chiedendo di conseguenza di essere ceduto. Rimane tuttavia all'Örgryte, trovando maggiore spazio tanto da guadagnarsi la fascia di capitano sotto il nuovo allenatore Erik Hamrén, di cui Kuhn sarà vice qualche anno più tardi una volta appese le scarpe al chiodo. Nel giugno 2000 vince la Coppa di Svezia.
Ha chiuso la carriera da giocatore nel 2001-2002 con un'annata da capitano dello Hvidovre, nella seconda serie danese.

### Allenatore
Kuhn in precedenza aveva già appreso nozioni da allenatore, frequentando corsi durante la stagione 1995-1996, in cui è stato a lungo lontano dai campi per un grave infortunio. La sua carriera effettiva da allenatore è iniziata nell'estate 2002 all'FC Bornholm, in quarta serie nazionale.
Dal 1º gennaio 2004 passa ufficialmente all'Aalborg in qualità di vice dello svedese Erik Hamrén, con cui Kuhn già aveva lavorato all'Örgryte quando era ancora calciatore. Insieme vincono la Superligaen 2007-2008. Nel successivo autunno viene già esonerato il sostituto di Hamrén, ossia lo scozzese Bruce Rioch, ed è proprio Kuhn a prendere il suo posto in forma provvisoria: durante questo periodo guida la squadra anche in UEFA Champions League, riuscendo a battere il Celtic in casa e a pareggiare 2-2 all'Old Trafford contro il Manchester United. Nonostante la sua disponibilità a mantenere il ruolo di capo allenatore, a gennaio torna a ricoprire il ruolo di vice con la chiamata dello svedese Magnus Pehrsson.
Nell'agosto 2009 viene nominato nuovo capo allenatore del Midtjylland prendendo il posto di Thomas Thomasberg, licenziato dopo aver conseguito un totale di quattro punti nelle prime quattro partite della stagione. Sotto la guida di Kuhn la squadra ha perso le prime quattro partite, ma successivamente è riuscita a migliorare i suoi risultati, riuscendo a chiudere al 5º posto in classifica. Nel 2010-2011 a metà stagione il Midtjylland occupava il 2º posto: tra il marzo e l'aprile 2011 tuttavia la sua squadra non è riuscita a vincere per cinque partite consecutive. Il 15 aprile 2011 ha rassegnato le proprie dimissioni, adducendo motivi familiari. Nove giorni più tardi ha terminato la stagione 2010-2011 come vice al Randers, guidato dall'allenatore ad interim Peter Elstrup.
Dal 2011 al gennaio 2016 è tornato ad essere vice allenatore dell'Aalborg. La squadra biancorossa, al termine della stagione 2013-2014, è riuscita a vincere sia lo scudetto che la Coppa di Danimarca.
L'8 gennaio 2016 viene annunciato come nuovo allenatore degli svedesi del Malmö FF, sostituendo Åge Hareide passato a sua volta alla conduzione della Nazionale danese. Nonostante la conquista del titolo nazionale, a fine stagione è stato ugualmente esonerato.

## Palmarès

### Giocatore

#### Competizioni nazionali
- Campionato danese: 1

Lyngby: 1991-1992

#### Competizioni internazionali
- Coppa Piano Karl Rappan: 1

Lyngby: 1992